# 37749 Umbertobonori
37749 Umbertobonori este un asteroid din centura principală de asteroizi.

## Descriere
37749 Umbertobonori este un asteroid din centura principală de asteroizi. A fost descoperit pe 12 ianuarie 1997 la Observatorul San Vittore din Bologna. Asteroidul prezintă o orbită caracterizată de o semiaxă mare de 2,70 ua, o excentricitate de 0,13 și o înclinație de 6,5° în raport cu ecliptica.